# Fédération réunionnaise du travail
Pour les articles homonymes, voir FRT.
La Fédération réunionnaise du travail, ou FRT, est une fédération syndicale créée en 1936 à l'île de La Réunion, alors une colonie française dans le sud-ouest de l'océan Indien. Constituée par la réunion du syndicat général du personnel du CPR, du syndicat des haleurs de pioche et du syndicat des dockers, elle est affiliée à la Confédération générale du travail et fait état d'un agenda départementaliste. Parmi ses dirigeants se trouvent Léon de Lepervanche, secrétaire général, et Raymond Vergès.